# Stazione meteorologica di Sesto
La stazione meteorologica di Sesto (in tedesco Wetterstation Sexten) è la stazione meteorologica di riferimento per la località di Sesto.

## Coordinate geografiche
La stazione meteorologica è situata nell'Italia nord-orientale, in provincia di Bolzano, nel comune di Sesto, a 1.310 metri s.l.m. e alle coordinate geografiche 46°25′N 12°13′E.

## Dati climatologici
Secondo i dati medi del trentennio 1961-1990, la temperatura media del mese più freddo, gennaio, si attesta a -6,3 °C, mentre quella del mese più caldo, luglio, è di 13,9 °C.
| Sesto              | Mesi  | Mesi  | Mesi | Mesi | Mesi | Mesi | Mesi | Mesi | Mesi | Mesi | Mesi | Mesi  | Stagioni | Stagioni | Stagioni | Stagioni | Anno |
| Sesto              | Gen   | Feb   | Mar  | Apr  | Mag  | Giu  | Lug  | Ago  | Set  | Ott  | Nov  | Dic   | Inv      | Pri      | Est      | Aut      | Anno |
| ------------------ | ----- | ----- | ---- | ---- | ---- | ---- | ---- | ---- | ---- | ---- | ---- | ----- | -------- | -------- | -------- | -------- | ---- |
| T. max. media (°C) | −0,3  | 2,6   | 5,9  | 9,8  | 14,6 | 18,3 | 20,3 | 19,7 | 17,6 | 12,4 | 4,6  | −0,1  | 0,7      | 10,1     | 19,4     | 11,5     | 10,5 |
| T. min. media (°C) | −12,4 | −10,5 | −6,1 | −1,7 | 2,2  | 5,6  | 7,4  | 7,2  | 4,7  | 0,1  | −4,5 | −10,3 | −11,1    | −1,9     | 6,7      | 0,1      | −1,5 |